# Юманите
„Юманите“ (на френски: L'Humanité) е френски вестник, всекидневник с тираж около 50 000 броя. Седалището на вестника е в град Сен Дени, регион Ил дьо Франс.
Дълго време излиза като орган на Френската комунистическа партия (ФКП) и е единственият вестник собственост на политическа партия. Понастоящем е независим, но запазва връзката си с ФКП и водещите редакционни линии на вестника остават близки до идеите на Френската компартия – борбата с крайната десница, критика срещу дясната политика и др.
Вестникът е основан през 1904 г. от Жан Жорес – лидер на Френската социалистическа партия. След отделянето от нея на Комунистическата партия през 1920 г. комунистите поемат контрола над вестника и го превръщат в свой официален орган. По онова време вестникът се издържа главно от дарения от партийните членове, но в средата на 1930-те години, с нарастването на популярността на комунистическата идея, интересът към „Юманите“ нараства.
През 1939 г. поради забрана на дейността на Комунистическата партия издаването на вестника е прекратено. След окупацията на Франция от нацистите през 1940 г. „Юманите“ излиза нелегално и играе съществена роля в Съпротивата. Отново се появява свободно на вестникарския пазар на 21 август 1944 г. – след превземането на Париж от Съюзниците.
След Втората световна война до края на 1950-те години, когато ФКП е доминиращата партия вляво, „Юманите“ е сред най-популярните вестници във Франция. До края на 1980-те години вестникът е спонсориран и от Съветския съюз, но след разпадането му и залеза на Френската комунистическа партия финансовото състояние на „Юманите“ се влошава. През 2001 г. 20 % от вестника са продадени на частни инвеститори.